# مارك اورميرود
مارك اورميرود (بالإنجليزية: Mark Ormerod)‏ هو لاعب كرة قدم بريطاني في مركز حراسة المرمى، ولد في 5 فبراير 1976 في بورنموث في المملكة المتحدة. لعب مع برايتون أند هوف ألبيون ونادي وكينغ.

## وصلات خارجية
- مارك اورميرود على موقع قاعدة بيانات كرة القدم.إي يو (الإنجليزية)
- مارك اورميرود على موقع Soccerbase.com (لاعب) (الإنجليزية)